# Штейнмиллер, Надежда Павловна
Штейнмиллер Надежда Павловна (16 февраля 1915, Петроград, Российская империя — 11 ноября 1991, Санкт-Петербург, СССР) — советская художница, сценограф, декоратор, живописец, график, член Ленинградской организации Союза художников РСФСР).

## Биография
Родилась 16 февраля 1915 года в Петрограде.
С 1922 по 1930 год училась в школе-семилетке, затем — в педагогическом техникуме. В 1932—1934 работала сортировщицей писем на ленинградском почтамте. С 1934 по 1937 год занималась в подготовительных классах при Всероссийской Академии художеств. По окончании в 1937 году была переведена в число студентов Ленинградского института живописи, скульптуры и архитектуры. Занималась у Бориса Фогеля, Михаила Бернштейна, Александра Зайцева, Игоря Грабаря.
В феврале 1942 года вместе с институтом была эвакуирована из блокадного Ленинграда в Самарканд, затем в Загорск. В Ленинград возвратилась вместе с институтом в июле 1944 года. В 1946 году окончила ЛИЖСА имени И. Е. Репина по мастерской Михаила Бобышова с присвоением квалификации художника-декоратора. Дипломная работа — оформление спектакля по пьесе Э. Ростана «Сирано де Бержерак». В этом же году была принята в члены Ленинградского Союза художников.
После окончания института около года работала в Петрозаводске главным художником республиканского театра музкомедии. Вернувшись в Ленинград, преподавала живопись и рисунок а Высшем художественно-промышленном училище имени В. И. Мухиной. В 1947 вышла замуж за студента Академии художеств Анатолия Ненартовича.

## Творчество
С 1947 года участвовала в выставках как живописец и театральный художник, экспонируя свои работы вместе с произведениями ведущих мастеров изобразительного искусства Ленинграда. Писала портреты, пейзажи, натюрморты, а также эскизы костюмов и декораций к театральным постановкам. Работала в технике акварели, масляной и темперной живописи. Талантливый колорист, мастерски владела приёмами пленэрной живописи. Красота колорита и органичность композиции придают работам Надежды Штейнмиллер мягкое поэтическое звучание, поднимая обыденные сцены до уровня цельного и глубокого образа. Развитие живописной манеры шло в направлении усиления декоративных качеств живописи.
Среди произведений, созданных Штейнмиллер в станковой живописи, работы «Буксиры на Неве» (1947), «Ленинградский пейзаж», «Лодки на берегу» (обе 1951), «Сумерки», «Мост через канал», «Яхт-клуб», «Кузнечный цех» (все 1960), «Завод», «На Неве», «Мост Володарского», «Яхты», «Яхты» (все 1961), «Ростов Великий», «Старая башня», «Осенний букет» (все 1962), «Загорск», «Капитальный ремонт», «Посёлок» (все 1963), «Солнечный день», «Из окна», «Зимой», «Обуховский домостроительный комбинат» (все 1964) и другие, а также эскизы декораций и костюмов к балету «Каменный цветок» С. Прокофьева (1957), пьесам «12 комнат» Л. Ильяшова (1961), «У стен Ленинграда» В. Вишневского (1964), к инсценировкам повестей и романов «Хождение по мукам» А. Толстого (1966), «Конармия» И. Бабеля (1969), «Великие голодранцы» Ф. Наседкина (1975), «Разгром» А. Фадеева, «Тиль Уленшпигель» Ш. де Костера (обе 1980) и другим.
Штейнмиллер Надежда Павловна скончалась 11 ноября 1991 года в Санкт-Петербурге на семьдесят седьмом году жизни. Её произведения находятся в музеях и частных собраниях в России, США, Великобритании, Германии, Франции и других странах.

## Выставки
- 1947 год (Ленинград): Выставка произведений ленинградских художников 1947 года.
- 1951 год (Ленинград): Выставка произведений ленинградских художников 1951 года.
- 1952 год (Ленинград): Выставка произведений ленинградских художников 1952 года.
- 1957 год (Ленинград): 1917 - 1957. Выставка произведений ленинградских художников.
- 1957 год (Москва): Всесоюзная художественная выставка, посвящённая 40-летию Великой Октябрьской социалистической революции.
- 1958 год (Ленинград): Осенняя выставка произведений ленинградских художников 1958 года.
- 1960 год (Ленинград): Выставка произведений художников – женщин Ленинграда в ознаменование 50-летия Международного женского дня 8 Марта.
- 1960 год (Ленинград): Выставка произведений ленинградских художников 1960 года.
- 1960 год (Москва): Советская Россия. Республиканская художественная выставка 1960 года.
- 1961 год (Ленинград): Выставка произведений ленинградских художников 1961 года.
- 1962 год (Ленинград): Осенняя выставка произведений ленинградских художников 1962 года.
- 1964 год (Ленинград): Ленинград. Зональная выставка 1964 года.
- 1965 год (Ленинград): Весенняя выставка произведений ленинградских художников 1965 года.
- 1975 год (Ленинград): Наш современник. Зональная выставка произведений ленинградских художников 1975 года.
- 1976 год (Москва): Выставка «Изобразительное искусство Ленинграда» 1976 года.
- 1994 год (Петербург): Выставка «Ленинградские художники. Живопись 1950-1980 годов».
- 1994 год (Петербург): Выставка «Этюд в творчестве ленинградских художников 1940-1980 годов».
- 1995 года (Петербург): Выставка «Лирика в произведениях художников военного поколения. Живопись. Графика».
- 1996 год (Петербург): Выставка «Живопись 1940-1990 годов. Ленинградская школа».
- 1997 года (Петербург): Выставка «Натюрморт в живописи 1950-1990 годов. Ленинградская школа».